# 泉水碘泡虫
泉水碘泡虫（学名：Myxobolus semilabei）为碘泡科碘泡虫属的动物。在中国，分布于四川等，营寄生生活，寄生在泉水鱼的肾、输尿管、膀胱。